# 227.ª Divisão de Infantaria (Alemanha)
A 227ª Divisão de Infantaria (em alemão: 227. Infanterie-Division) foi uma divisão de Infantaria da Alemanha durante a a Segunda Guerra Mundial apelidada de Stern-Division. Foi criada em 26 de Agosto de 1939 em Krefeld esteve presa num cerco aliado no Bolsão de Falaise no mês de Agosto de 1944 e destruída em Março de 1945.

## Comandantes
| Comandante                                  | Data                                        |
| ------------------------------------------- | ------------------------------------------- |
| Generalleutnant Friedrich Zickwolff         | (1 de Setembro de 1939 - 6 de Maio de 1940) |
| Generalleutnant Friedrich-Karl von Wachter  | (6 de Maio de 1940 - 1 de Julho de 1940)    |
| Generalleutnant Friedrich Zickwolff         | (1 de Julho de 1940 - 12 de Abril de 1941)  |
| General der Artillerie Friedrich von Scotti | (12 de Abril de 1941 - 7 de Junho de 1943)  |
| General der Artillerie Wilhelm Berlin       | (7 de Junho de 1943 - 11 de Maio de 1944)   |
| Generalmajor der Reserve Maximilian Wengler | (11 de Maio de 1944 - 27 de Março de 1945)  |

## Oficiais de Operações (Ia)
- Major Karl-Heinrich Erich Graf von Klinckowstroem  (1939-Janeiro de 1941)
- Major Karl Zipper  (Fevereiro de 1941-10 de Janeiro de 1942)
- Major Bußmann  (10 de Janeiro de 1942-15 de Março de 1942)
- Major Karl Zipper  (15 de Março de 1942-Dezembro de 1942)
- Major Dietrich Kördel  (Dezembro de 1942-Janeiro de 1943)
- Hauptmann Hans-Jürgen Vogler  (Janeiro de 1943-Março de 1943)
- Oberstleutnant Günther Starck  (Março de 1943-1 de Setembro de 1944)
- Major Reinhold Rehfeld  (1 de Setembro de 1944-1 de Abril de 1945)

## Área de Operações
- Alemanha (Setembro de 1939 - Maio de 1940)
- Bélgica (Maio de 1940 - Julho de 1940)
- França (Julho de 1940 - Dezembro de 1941)
- Frente Oriental, Setor Norte (Dezembro de 1941 - Novembro de 1944)
- Nordeste da Alemanha (Novembro de 1944 - Março de 1945)

## Ordem de Batalha
- 328º Regimento de Infantaria
- 366º Regimento de Infantaria
- 412º Regimento de Infantaria
- 227º Regimento de Artilharia
  - 1. Batalhão
  - 2. Batalhão
  - 3. Batalhão
  - 4. Batalhão
- 227. Schnelle Battalion
- 227. Pioneer Battalion
- 227. Signals Battalion
- Tropas de Abastecimento

## Serviço de Guerra
| Data          | Corpo        | Exército     | Grupo de Exércitos | Área                 |
| ------------- | ------------ | ------------ | ------------------ | -------------------- |
| Set 39        | Eifel        | 5º Exército  | C                  | Eifel                |
| Out 39        | XXIII        | 6º Exército  | B                  | Eifel                |
| Dez 39        | Reserva      | 6º Exército  | B                  | Eifel                |
| Jan 40        | VI           | 6º Exército  | B                  | Eifel                |
| Mai 40        | X            | 18º Exército | B                  | Netherlands, Belgium |
| Jun 40        | Reserva      | 18º Exército |                    | Le Havre             |
| Jul 40        | XXXII        | 16º Exército | A                  | Norte da França      |
| Ago 40-Abr 41 | XXXII        | 9º Exército  | A                  | Norte da França      |
| Mai 41        | XXXII        | 15º Exército | D                  | Norte da França      |
| Jun 41-Set 41 | XXXVII       | 15º Exército | D                  | Norte da França      |
| Out 41        | em transição |              | Nord               | Norrthern Russia     |
| Nov 41        | I            | 16º Exército | Nord               | Wolchow              |
| Dez 41-Abr 42 | XXVIII       | 18º Exército | Nord               | Wolchow              |
| Mai 42-Set 42 | XXVI         | 18º Exército | Nord               | Leningrado           |
| Out 42        | XXVI         | 11º Exército | Nord               | Leningrad            |
| Nov 42-Jan 43 | XXVI         | 18º Exército | Nord               | Leningrado           |
| Fev 43        | LIV          | 18º Exército | Nord               | Leningrado           |
| Mar 43-Set 43 | I            | 18º Exército | Nord               | Leningrado           |
| Out 43-Jan 44 | XXVI         | 18º Exército | Nord               | Leningrado           |
| Fev 44        | LIV          | 18º Exército | Nord               | Narwa                |
| Mar 44        | Reserva      | Narwa        | Nord               | Narwa                |
| Abr 44        | XXXXIII      | Narwa        | Nord               | Narwa                |
| Mai 44        | Reserva      | Narwa        | Nord               | Narwa                |
| Jun 44        | XXVI         | Narwa        | Nord               | Narwa                |
| Jul 44        | XXXXIII      | Narwa        | Nord               | Pleskau              |
| Ago 44 (Kgr.) | L            | 18º Exército | Nord               | Livland              |
| Set 44        | XXXVIII      | 18º Exército | Nord               | Livland              |
| Out 44        | II           | 16º Exército | Nord               | Kurland              |
| Nov 44-Dez 44 | XVI          | 16º Exército | Nord               | Kurland              |
| Jan 45        | VI. SS       | 16º Exército | Nord               | Kurland              |
| Fev 45        | XXVII        | 2º Exército  | Weichsel           | Westpreußen          |
| Mar 45        | XXXXVI       | 2º Exército  | Weichsel           | Westpreußen          |
| Abr 45 (Stab) | Reserva      |              | Weichsel           | Swinemünde           |